# Art Giroux
Art Joseph Giroux (né le 6 juin 1908 à Winnipeg, dans la province du Manitoba, au Canada — mort le 5 juin 1982 à Calgary en Alberta au Canada) est un joueur professionnel canadien de hockey sur glace qui évoluait au poste d'ailier droit,.

## Biographie
Né le 6 juin 1908 à Winnipeg, Giroux commence sa carrière professionnelle dans la California Hockey League (Cal-Pro) en 1928. Le 13 février 1930, il est vendu pour 5 000 dollars aux Canadiens de Montréal avec lesquels il joue la saison 1932-1933. Vendu aux Bruins de Boston le 18 octobre 1934, il ne joue que 10 matchs avec la franchise. Échangé avec Marty Barry contre Cooney Weiland et Walter Buswell aux Red Wings de Détroit le 11 juillet 1935 et joue avec eux ses 4 derniers matchs dans la LNH avant de passer l'essentiel du reste de sa carrière professionnelle dans l'International American Hockey League qui devient en 1936 la Ligue américaine de hockey. Il y remporte la Coupe Calder à deux reprises en 1938 et 1940 avec les Reds de Providence.
Il meurt le 5 juin 1982 à Calgary.

## Statistiques
| Saison     | Équipe                    | Ligue      |    | Saison régulière | Saison régulière | Saison régulière | Saison régulière | Saison régulière |   | Séries éliminatoires | Séries éliminatoires | Séries éliminatoires | Séries éliminatoires | Séries éliminatoires |
| Saison     | Équipe                    | Ligue      | PJ | B                | A                | Pts              | Pun              | PJ               | B | A                    | Pts                  | Pun                  |                      |                      |
| 1926-1927  | Sheiks de Saskatoon       | PrHL       | 27 | 1                | 0                | 1                | 4                | 2                | 0 | 0                    | 0                    | 0                    |                      |                      |
| 1927-1928  | Sheiks de Saskatoon       | PrHL       | 19 | 6                | 1                | 7                | 2                | -                | - | -                    | -                    | -                    |                      |                      |
| 1928-1929  | Richfields de Los Angeles | Cal-Pro    |    | 7                | 1                | 8                |                  | -                | - | -                    | -                    | -                    |                      |                      |
| 1929-1930  | Tigers de San Francisco   | Cal-Pro    |    | 34               | 10               | 44               | 59               | -                | - | -                    | -                    | -                    |                      |                      |
| 1930-1931  | Reds de Providence        | Can-Am     | 39 | 16               | 7                | 23               | 41               | 2                | 0 | 0                    | 0                    | 4                    |                      |                      |
| 1931-1932  | Reds de Providence        | Can-Am     | 36 | 11               | 10               | 21               | 25               | 5                | 3 | 1                    | 4                    | 2                    |                      |                      |
| 1932-1933  | Canadiens de Montréal     | LNH        | 40 | 5                | 2                | 7                | 14               | 2                | 0 | 0                    | 0                    | 0                    |                      |                      |
| 1932-1933  | Reds de Providence        | Can-Am     | 6  | 5                | 1                | 6                | 4                | -                | - | -                    | -                    | -                    |                      |                      |
| 1933-1934  | Reds de Providence        | Can-Am     | 40 | 20               | 15               | 35               | 28               | 3                | 7 | 1                    | 8                    | 6                    |                      |                      |
| 1934-1935  | Bruins de Boston          | LNH        | 10 | 1                | 0                | 1                | 0                | -                | - | -                    | -                    | -                    |                      |                      |
| 1934-1935  | Cubs de Boston            | Can-Am     | 32 | 20               | 16               | 36               | 19               | 3                | 1 | 0                    | 1                    | 0                    |                      |                      |
| 1935-1936  | Red Wings de Détroit      | LNH        | 4  | 0                | 2                | 2                | 0                | -                | - | -                    | -                    | -                    |                      |                      |
| 1935-1936  | Olympics de Détroit       | LIH        | 35 | 17               | 12               | 29               | 28               | 6                | 4 | 4                    | 8                    | 4                    |                      |                      |
| 1936-1937  | Hornets de Pittsburgh     | IAHL       | 47 | 21               | 7                | 28               | 30               | 5                | 3 | 0                    | 3                    | 2                    |                      |                      |
| 1937-1938  | Reds de Providence        | IAHL       | 43 | 12               | 10               | 22               | 13               | 7                | 3 | 5                    | 8                    | 2                    |                      |                      |
| 1938-1939  | Reds de Providence        | IAHL       | 51 | 23               | 24               | 47               | 4                | 5                | 1 | 1                    | 2                    | 0                    |                      |                      |
| 1939-1940  | Reds de Providence        | IAHL       | 54 | 17               | 23               | 40               | 21               | 8                | 2 | 2                    | 4                    | 0                    |                      |                      |
| 1940-1941  | Reds de Providence        | LAH        | 48 | 20               | 19               | 39               | 12               | 4                | 1 | 1                    | 2                    | 0                    |                      |                      |
| 1941-1942  | Barons de Cleveland       | LAH        | 54 | 18               | 22               | 40               | 18               | 5                | 1 | 0                    | 1                    | 2                    |                      |                      |
| 1942-1943  | Barons de Cleveland       | LAH        | 53 | 13               | 11               | 24               | 22               | 2                | 0 | 0                    | 0                    | 0                    |                      |                      |
| 1943-1944  | Reds de Providence        | LAH        | 31 | 12               | 10               | 22               | 5                | -                | - | -                    | -                    | -                    |                      |                      |
| 1943-1944  | Hornets de Pittsburgh     | LAH        | 11 | 11               | 5                | 16               | 0                | -                | - | -                    | -                    | -                    |                      |                      |
| 1944-1945  | Hornets de Pittsburgh     | LAH        | 3  | 0                | 2                | 2                | 2                | -                | - | -                    | -                    | -                    |                      |                      |
| 1944-1945  | Flyers de Saint-Louis     | LAH        | 40 | 18               | 15               | 33               | 6                | -                | - | -                    | -                    | -                    |                      |                      |
| Totaux LNH | Totaux LNH                | Totaux LNH | 54 | 6                | 4                | 10               | 14               | 2                | 0 | 0                    | 0                    | 0                    |                      |                      |

## Honneur personnel
- Sélectionné dans la 2e équipe des étoiles de l'IAHL en 1940